# Let 4978 Ryanaira
Let 4978 Ryanaira je bil redni mednarodni potniški let družbe Ryanair med mednarodnim letališčem Atene v Grčiji in letališčem Vilno v Litvi. Opravljalo ga je hčerinsko podjetje Buzz. Beloruska vlada ga je 23. maja 2021 med letenjem v beloruskem zračnem prostoru preusmerila na nacionalno letališče Minsk. Tam so oblasti aretirale dva potnika, aktivista beloruske opozicije in novinarja Romana Protaseviča ter njegovo dekle Sofijo Sapego. Pod pretvezo tveganja bombnega napada na krovu je let na ukaz beloruskega predsednika Aleksandra Lukašenka belorusko lovsko letalo prisililo k pristanku. Letalo je vzletelo po sedemurnem zaostanku, v Vilno pa je prispelo po osmih urah in pol od prvotnega vzleta.
Dejanje so obsodile Evropska Unija, Nato, Združeno Kraljestvo, ZDA ter nekatere vladne agencije, pristojne za letalstvo. Belorusijo je podprla Rusija. EU in Evropska agencija za varnost v letalstvu sta izdali prepoved letenja evropskim družbam v beloruskem zračnem prostoru. 

## Incident
23. maja je bil let 4978 na relaciji Atene – Vilna s 6 člani posadke in 126 potniki, po poročanju beloruskih oblasti o bombi na krovu preusmerjeno na nacionalno letališče Minsk. Letalo se je nahajalo 45 nmi (83 km) južno od Vilne in 90 nmi (170 km) zahodno od Minska, vendar še vedno v beloruskem zračnem prostoru. Beloruske oblasti so letalo obvestile o potencialni bombni grožnji in jim odredili pristanek v Minsku. O nevarnosti nahajanja bombe na krovu so letalo obvestili ob 12.30 ob prihodu v beloruski zračni prostor. Ob 12.33 so omenili tudi e-poštno sporočilo teroristov, ki naj bi prispelo na letališče Minsk.
Po poročanju tiskovnega predstavnika beloruskega predsednika Aleksandra Lukašenka je on sam odredil spremljanje letala z MiG-29 beloruskih zračnih sil. Navkljub odredbi so piloti za pristanek v Minsku morali vprašati. Ryanair in beloruske oblasti so zatrdile, da na krovu letala bombe ni bilo.
Potek leta FR4978 čez Belorusijo je postal čuden še pred obrnitvijo proti letališču v Minsku. Letalo se po podatkih FlightRadarja ni začelo spuščati, kar se zgodi običajno za pripravo na pristanek v Vilni. Ena izmed možnih razlag je vzdrževanje čim krajše poti do litovskega zračnega prostora, vendar sta bila pilota prisiljena pristati v Minsku po posredovanju beloruskih lovcev.

## Potniki

### Roman Protasevič in Sofia Sapega
Roman Protasevič, beloruski opozicijski aktivist je bil po pristanku aretiran in ostranjen z letala, saj je bil uvrščen na beloruski teroristični seznam. Prav tako so prostost brez podanega razloga odvzeli njegovi partnerki Sofiji Sapego. Evropska humanitarna univerza v Vilni je potrdila, da je bila Sofija pridržana in »je zahtevala njeno izpustitev.« Sama bo po zavrnitvi prošnje za izpust ostala še dva meseca v priporu, grozijo ji tudi 3 kriminalne obtožnice, katerih kazni variirajo od 3 do 15 let zaporne kazni.
Beloruska opozicijska voditeljica, Svetlana Tihanovska je vložila zahtevek za preiskavo pri ICAO (Mednarodna civilna letalska organizacija). Tudi sama je zaradi dejavnosti na protivladnih protestih leta 2020 pristala na seznamu »oseb, ki sodelujejo s teroristi.« Tihanovska je dejala, da v Belorusiji Protaseviča čaka smrtna kazen. To je tudi izrekel nekemu potniku ob zapustitvi letala. Drugi pa pravijo, da ga čaka petnajstletna zaporna kazen »zaradi sodelovanja s teroristi«. Po pričevanju nekaterih potnikov je pred zapustitvijo letala poskušal doseči finančno poravnavo, vendar je bil zaradi Ryanairovih pogojev letenja zavrnjen.
Po navedbah virov, ki so blizu Tihanovski, so za Protasevičem vohunili že na atenskem letališču. V njegovih sporočilih je bilo razvidno, da je moški za njim poskušal narediti sliko njegovih osebnih dokumentov. Tadeusz Gizcan, urednik Telegramovega kanala beloruskega medija Nexta, je dejal, da so na letu bili tudi agenti beloruske KGB in ti so se sprli z Ryanairovo posadko zaradi nahajanja bombe na krovu. Lina Beisne, litvanska predstavnica letališč je za AFP dejala, da se je let spustil na minsko letališče prav zaradi spora KGBjevih agentov s posadko letala.

### Drugi
Skupaj z Romanom Protasevičem in Sofijo Sapego so se v Minsku izkrcali še 3 potniki, od tega 2 državljana Belorusije in en grški državljan. Na očitke, da sta beloruska državljana člana oziroma agenta KGB se je beloruska državna televizija odzvala z videoposnetkom, v katerem so izjave vseh treh oseb. Belorusa sta izjavila, da sta hotela ostati v Minsku, Grk pa je izjavil, da je bila Vilna mesto na poti do mesta, v katerem živi njegova žena. Da Grk nima povezave z incidentom so potrdile tudi grške oblasti.

### Ostali
Letalo je smelo minsko letališče zapustiti po 7 urah prizemljitve, Vilno je doseglo z osmimi urami in pol zamude. Potniki so tudi povedali, da so v letalu čakali dve uri in pol brez vode, stranišč in telefonskih klicev. Medtem je 50 do 60 beloruskih varnostnikov izvajalo preiskavo trupa letala za namišjeno bombo.

## Posledice

### Beloruske oblasti
Po dogodku je beloruski minister za transport dejal, da bodo ustanovili komisijo za preiskavo prisilnega pristanka in ob tem dejal, da bodo o vsakršnjih rezultatih obvestili ICAO in IATA. Ti bodo tudi objavljeni v poročilu. 
24. maja je direktor direktorata za letalstvo beloruskega ministrstva za transport, Artyom Sikorsky, prebral e-poštno sporočilo, ki je bilo poslano na letališče v Minsk 23. maja. Sporočilo, podpisano s strani Hamasovih vojakov, je zahtevalo izraelsko prekinitev ognja nad Gazo in pozvalo Evropsko Unijo k prekinitvi podpore Izraela. Če ti pogoji ne bi bili izpolnjeni, bi Ryanairovo letalo eksplodiralo nad Vilno. Nemška kanclerka, Angela Merkel, je sporočilo označila za »popolnoma neverjetno.« Hamas je zanikal kakršnekoli povezave z incidentom in kritiziral belorusko vlado za takšno »arhaično mišljenje« v svetu »ki ne sprejema več takih metod.« Epoštno sporočilo je imelo čas prejetja 12:57, kar je 24 minut po prvi omembi bombe s strani beloruske kontrole zračnega prometa.
25. maja je Lukašenko prvič spregovoril o incidentu ter dejal, da je deloval »legalno«, ter da so »nezaželeni znotraj in zunaj države spremenili način napadanja države« ter spremembo imenoval »hibridna vojna«. Prav tako je Protaseviča obtožil načrtovanja »krvavega upora« brez predložitve dodatnih informacij ali dokazov. Dejal je tudi, da je bombna grožnja prišla iz Švice, vendar so švicarske oblasti na očitek zatrdile, da o bombni grožnji ne vedo nič.

### Sankcije
Litvanska vlada je z incidentom od 25. maja ob polnoči prepovedala vse lete iz in v Litvo, ki bi sicer prečkali beloruski zračni prostor. Britanski prometni sekretar Grant Shapps je tudi podal predlog CAA, naj britanskim potniškim družbam odsvetuje letenje čez Belorusijo. Shapps je tudi suspendiral Belaviino dovoljenje za delovanje znotraj Združenega Kraljestva. Ukrajinski predsednik Volodimir Zelenski je pozval ukrajinsko vlado k zaustavitvi prometa nad Belorusijo.
Evropska unija je 24. maja v Bruslju sklicala sestanek vodij držav. Litvanski predsednik Gitanas Nauseda je EU pozval k ekonomskim sankcijam Belorusije. Prav tako je 8 drugih držav pozvalo k prepovedi letenja nad Belorusijo. Eden izmed predlogov je bil tudi neposredna blokada prometa iz Belorusije v države članice EU. Na sestanku je bil domenjen predlog o prepovedi letenja evropskih letalskih družb v beloruskem zračnem prostoru, uvrstitev beloruskih letalskih prevoznikov na seznam blokiranih letalskih prevoznikov v EU in implementacijo novega svežnja sankcij proti Belorusiji.
26. maja je Evropska agencija za varnost v letalstvu je uradno izdala direktivo o prepovedi letenja evropskim prevoznikom čez beloruski zračni prostor. ZDA in EU sta tudi napovedala sankcije za najožje člane Lukašenkove vlade. V začetku junija je Nemčija prenehala izdajati dovoljenja za ruske letalske prevoznike po neodobritvi vstopa dveh nemških Lufthansinih letal.

### Odnosi z Rusijo
Zaradi ruskega neodobravanja preusmerjanja poletov okrog Belorusije sta morali Air France in Austrian Airlines odpovedati svoja poleta v Moskvo. Drugi prevozniki, med drugim KLM in tovorni polet British Cargo s pristankom niso imeli težav. Kremljev govornik, Dimitrij Peskov, je 28. maja izjavil, da »je bila težava popolnoma tehnične narave in težava ne bi smela postati dodatno breme v odnosih med Evropsko unijo in Rusijo.« 1. junija je bila Lufthansa primorana odpovedati svoj polet zaradi neprejetih dovoljenj in je zato Nemčija kot povračilni ukrep zavrnila dolet ruskim letom s ciljem v Nemčiji.

### Preiskava
23. maja je Litva pri državnem tožilstvu znotraj kategorij »Ugrabitve letal« in »Ravnanje z osebami po mednarodnem pravu« vložila preiskavo. Ker je registrska država letala Poljska, je tudi poljski državni tožilec 24. maja odredil odprtje primera.

## Odzivi
Incident je bil s strani ZDA, Združenega Kraljestva, Evropske Unije, organizacije NATO in še nekaj drugih civilno-letalskih organizacij označen kot dejanje zračnega piratstva in državnega terorizma, kršitev mednarodnih zakonov, med drugim čikaške konvencije o mednarodnem civilnem potniškem prometu in kršitev osnovnih človekovih pravic s strani avtoritarnega režima.
- Avstralska ministrica za zunanje zadeve Marise Payne je dejanje »nasilnega vojaškega prestreza civilnega letala« obsodila in pozvala k takojšnjemu izpustu vseh pridržanih.[64]
- Belgijski premier Alexander De Croo je pozval k uvedbi sankcij in  »Belaviini prepovedi pristajanja na evropskih letališčih« ter dodal, da mora biti »Roman Protasevič takoj izpuščen«.[65]
- Kanadski minister za zunanje zadeve Marc Garneu je izjavil, da je bil incident »resen poseg v civilno letalstvo in jasen napad na svobodo medijev.«[66] Kanadski predsednik vlade, Justin Trudeau, se je na dejanje odzval z »delovanje beloruskega režima je nezaslišano, nezakonito in popolnoma nesprejemljivo ... mi tudi obsojamo to nevarno poseganje v civilno letalstvo. Kanada že ima obstoječe sankcije proti Belorusiji in nadaljnji ukrepi bodo preučeni.«[67]
- Govorec kitajskega ministrstva za zunanje zadeve Zhao Lijian je 25. maja dejal, da »podrobnosti incidenta še niso znane. Pred poglobitvijo v dejstva in resnico, naj se vse relevantne strani vzdržijo napadov in se izogibajo eskalaciji situacije.«[68] 27. maja je Austrian Airlines odpovedal tovorni polet v Nančing, ker kitajske oblasti niso odobrile nove poti mimo Belorusije. Zaradi istega razloga je bil odpovedan polet iz Nančinga na Dunaj.[69]
- Grški premier Kyriakos Mitsotakis je dogodek opisal kot »šokantno dejanje« ter da, »je potrebno zviševanje političnih pritiskov na Belorusijo«.[70] Grški zunanji minister je incident opisal kot »ugrabitev, sponzorirano s strani države«.[2]
- Madžarski minister za zunanje zadeve Peter Szijarto se je odzval z besedami, da je prisilitev komercialnega leta v pristanek »brez razloga popolnoma nesprejemljiva, sploh pa zaradi potovanja med dvema državama EU.«[71]
- Irski premier Micheal Martin je dejanje opisal kot »prisilno dejanje, sponzorirano s strani države« in »dejanje zračnega gusarstva«.[72]
- Italijanski zunanji minister Lugi Di Maio je dejal, da je poteza »nesprejemljiva« in dejanje »državne ugrabitve«. Pričakoval je tudi sestanek visokega predstavnika Evropske unije za zunanje zadeve in varnostno politiko in generalnega sekretarja NATO Jensa Stoltenberga: »To ni samo evropsko vprašanje ampak tudi vprašanje naših zaveznikov ampak tudi prekomorskih.«[73]
- Latvijski minister za tuje zadeve Edgars Rinkēvičs je incident opisal, da je »nasprotno mednarodnemu pravu« ter da bi morale biti reakcije »močne in učinkovite«.[74] 24. maja je Latvija zaradi beloruskega izgona latvijskih diplomatov  iz Latvije izgnala še beloruske diplomate.[75]
- Litovski predsednik Gitanas Nauseda je obtožil beloruske oblasti »odvratnih dejanj«,[74] prav tako pa je pozval NATO in EU k »takojšnjim reakcijam na grožnjo civilnemu letalstvu s strani beloruskih oblasti. Mednarodna skupnost mora narediti takojšnje korake, da se to več ne ponovi«.[74] Litovski premier Ingrida Šimonyte je javnost obvestil o preiskavi, ki se je začela zaradi prisilnih izginotij ter ugrabitve letala.[76]
- Nizozemski predsednik vlade je obsodil »nesprejemljiv in neprimeren« napad.[77]
- Novozelandska ministrica za zunanje zadeve Nanaia Mahuta je dejala, da je incident in pridržanje Protaseviča »sprožilo resne težave v mednarodnih odnosih« ter pozvala k preiskavi. Novozelandski kabinet se je tudi strinjal o prepovedi potovanja določenim osebam, ki so povezane z Lukašenkovim režimom in suspenzom visokih bilateralnih političnih in vojaških odnosov z Belorusijo.[78]
- Norveški zunanji minister je nasprotoval beloruskim oblastem o prisilnem pristanku.[79]
- Poljski premier Mateusz Morawiecki je dogodek opisal kot »neprimerno dejanje državnega terorizma, ki ne more ostati nekaznovano.«[74]
- Švedski predsednik vlade Stefan Löfven je na novinarski konferenci dejal, da so »ukrepi beloruskih oblasti popolnoma neustrezni in uvedene bodo nadaljnje sankcije.« V istem govoru je tudi pozval k »nenadnem izpustu novinarja Romana Protaseviča in njegove punce Sofie Sapego.«[80]
- Ruski minister za zunanje zadeve Sergei Lavrov je dejal, da je bilo belorusko ukrepanje »popolnoma razumljiv pristop«. Državni namestnik Dume, Leonid Kalašnikov, ki je tudi član komiteja za post-sovjetske zadeve, je izjavil, da Belorusija ima »pravico do poseganja po takih ukrepih, ki se ji zdijo zadostni« v primeru groženj nacionalni varnosti.[81] Govornica ruskega zunanjega ministrstva je incident primerjala z prestrezom letala bolivijskega predsednika Eva Moralesa v Avstriji leta 2013, ko so evropske države zavrnile dovoljenje za dolivanje goriva med letom. Ameriška vlada je tudi napačno domnevala, da se je na krovu nahajal Edward Snowden.[82][83][84][85]
- Ukrajinski predsednik Volodimir Zelenski je pozval ukrajinsko vlado k suspenzu direktnih poletov med Ukrajino in Belorusijo. Premier Denis Šmihal je 25. maja sklical izreden sestanek kabineta.[86]
- Britanski sekretar za zunanje zadeve, Dominic Raab, je dejal, da je incident »šokanten napad na civilno letalstvo«.[87] Predsednik britanskega komiteja za zunanje zadeve Tom Tugendhat je izjavil »če to ni dejanje vojne, je definitivno podobno vojaškemu«.[45]
- Predsednik ZDA Joe Biden je prisilni pristanek karakteriziral kot »izzivanje mednarodnih norm«. Incident in kasnejši videoposnetek s Protasevičem je komentiral z »sramotnim napadom na politično nestrinjanje in medijsko svobodo« ter pozval k njegovemu izpustu.[88] Državni sekretar Antony Blinken je pristanek sprejel z besedami »nesramno in šokantno dejanje« ter zahteval mednarodno preiskavo.[89] Med potniki na letalu so bili tudi ameriški državljani.[90] Prometni sekretar Pete Buttigieg je naznanil, da Bidnova administracija in FAA preiskujeta varnost nadaljevanja ameriških letalskih potovanj čez ozemlje Belorusije.[91] FAA je tudi izdala obvestilo potnikom, ki letijo čez Belorusijo.[92]

### Mednarodne organizacije
Predsednica evropske komisije Ursula von der Leyen je incident opisala kot »povsem nesprejemljiv« ter da »se mora vsaka kršitev mednarodnega zračnega transporta spopasti s posledicami.«
ICAO (Mednarodna civilna letalska organizacija, angleško International Civil Aviation Organization) je izrazila globoko skrb nad »očitnim prisiljenim pristankom« leta. Twit ICAO je tudi nakazal na možno kršitev Čikaške konvencije o mednarodnem civilnem letalstvu.
Generalni sekretar NATO Jens Stoltenberg je tvitnil, da je prizemljitev leta »resen in nevaren incident, ki zahteva mednarodno preiskavo.« Po poročanju Retuersa je Turčija vztrajala pri »izpustitvi omemb sankcij in pozivov k izpustitvi političnih zapornikov« v besedilu, ki je bilo objavljeno na Natovi spletni strani.
Generalni sekretar Združenih narodov António Guterres je izrazil »globoko zaskrbljenost« nad prisiljenim pristankom in aretacijo Protaseviča ter pozval k preiskavi incidenta.

### Pravni odzivi
Britanski profesor mednarodnega prava Marco Roscini je navedel, da 1. člen Čikaške konvencije daje državam »popolno in eksluzivno prevlado nad zračnim prostorom svoje države«, zato je letalo lahko prestreženo in pristane po prestreznem procesu po 2. aneksu 2. dodatka in se ta sklada z varnostnimi zahtevami člena 3bis. Vendar je bil v tem primeru cilj preusmeritve bolj oddaljen kakor originalni cilj in nasprotuje zahtevam člena 3bis. Prav tako bombna grožnja krši pravila 1. člena Konvencije o odpravitvi nezakonitih dejanj v civilnem letalstvu in da bi Belorusija morala »olajšati nadaljnjo potovanje potnikom in posadki leta.«
Ukrajinski letalski pravnik Andrij Huk je komentiral, da je prestrezanje letala in njegova preusmeritev na bolj oddaljeno letališče lahko ogrozilo varnost leta, posadke in potnikov. Dodal je tudi, da 2. aneks 2. dodatka govori o posredovanju vojaških letal kot zadnje dejanje, vendar so beloruski lovci vzleteli takoj. Izredni profesor na ruski višji ekonomski šoli (HSE) Gleb Boguš je navedel, da bi proti uprizorjeni bombni grožnji in prestrezanju letala lahko bili uporabljeni Čikaška konvencija ter Montrealska konvencija iz leta 1971. Dejanje pa je komentiral kot »zelo nevaren primer«